# Киевский национальный университет имени Тараса Шевченко
Ки́евский национа́льный университе́т и́мени Тара́са Шевче́нко (сокращённо КНУ) (укр. Київський національний університет імені Тараса Шевченка) — один из крупнейших вузов Украины, расположен в Киеве, национальный центр науки и культуры, один из старейших университетов страны. В 2008—2009 годах получил статус исследовательского и автономного.

## История названий
Основан 8 ноября 1833 года как Императорский Киевский университет Святого Владимира. Далее названия менялись следующим образом (по году переименования):
- 1916 — Киевский университет св. Владимира
- 1920 — Высший институт народного образования имени М. П. Драгоманова (ВИНО)
- 1926 — Киевский институт народного образования имени М. П. Драгоманова (КИНО)
- 1933 — Киевский государственный университет (КГУ)
- 1939 — Киевский государственный университет имени Т. Г. Шевченко (КГУ имени Т. Г. Шевченко)
- 1959 — Киевский ордена Ленина государственный университет имени Т. Г. Шевченко
- 1984 — Киевский ордена Ленина и ордена Октябрьской Революции государственный университет имени Т. Г. Шевченко
- 1994 — Киевский университет имени Тараса Шевченко (КУ)
- 1999 — Киевский национальный университет имени Тараса Шевченко.

## Киевский университет сегодня

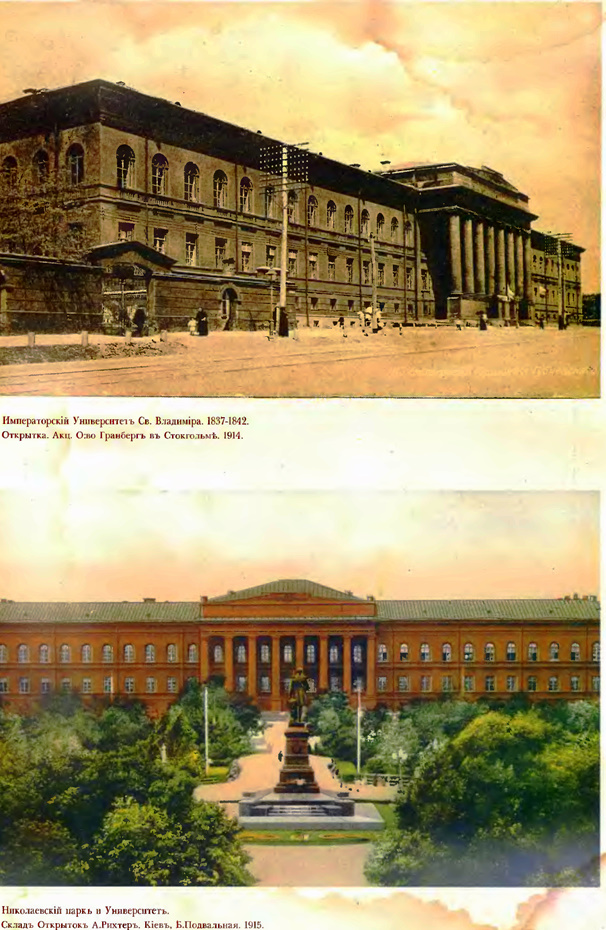
Главный корпус университета (1914—1915)

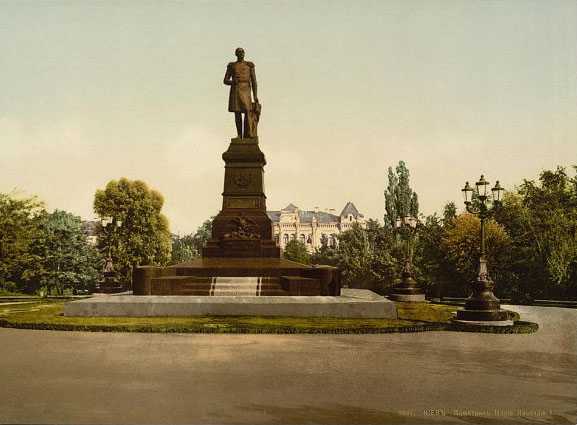
Памятник основателю университета Николаю I в парке напротив главного корпуса (1917)

Киевский университет имени Тараса Шевченко является многоотраслевым образовательно-научным комплексом. На его базе создано 14 факультетов гуманитарного и естественно-научного направления и 7 учебных институтов, в которых обучается около 25 тыс. студентов. В структуре университета также числятся физико-математический лицей, информационно-вычислительный и издательско-полиграфический центры, несколько астрономических обсерваторий, библиотека, Ботанический сад имени А. В. Фомина и Каневский заповедник.
Осуществляется подготовка и переподготовка специалистов в области фундаментальных и прикладных дисциплин по 70 естественным и социально-гуманитарным специальностям и 153 специализациям. По состоянию на лето 2011 года проводится приём на обучение по образовательно-квалификационным уровням бакалавр, специалист и магистр. В университете работает свыше 2000 научно-педагогических и 1000 научных работников, причём учёные степени имеет более 80 % преподавательского состава, а докторами наук являются 24 %.
Вуз динамично развивается. Так, указом президента Украины «О мерах по повышению статуса Киевского национального университета имени Тараса Шевченко» от 5 мая 2008 года университету присвоен статус исследовательского, что отражает признание высокого уровня научных исследований, служащего базой для 48 научных школ.
Во всемирном рейтинге университетов высшего образования Times 2016—2017-х годов Киевский национальный университет им. Т. Шевченко оказался выше других украинских вузов — в чарте между 800-й и 1000-ю позициями, а другие за 1001-й ступенью
Во время вступительной кампании 2017 года самым популярным среди абитуриентов стал КНУ им. Тараса Шевченко. Так, в КНУ подали 58 851 заявление от 27 112 абитуриентов.

### Факультеты
- Географический;
- Экономический;
- Информационных технологий (существует с 2013 года);
- Исторический;
- Компьютерных наук и кибернетики;
- Механико-математический;
- Психологии (существует с 2008 года);
- Факультет радиофизики, электроники и компьютерных систем (бывш. радиофизический факультет, основан в 1952 году);
- Социологии (существует с 2008 года);
- Физический (образован в 1940 году из созданного в 1864 году физико-математического отделения);
- Философский;
- Химический (образован в 1933 году из созданного в 1901 году отделения).

### Институты
- Военный институт;
- Институт Управления государственной охраны Украины;
- Учебно-научный институт публичного управления и государственной службы;
- Учебно-научный институт «Институт геологии»;
- Учебно-научный институт высоких технологий;
- Учебно-научный институт права[8];
- Учебно-научный институт журналистики;
- Учебно-научный институт международных отношений;
- Учебно-научный центр «Институт биологии и медицины»;
- Институт последипломного образования;
- Учебно-научный институт филологии.

### Подразделения
При университете действуют:
- Астрономическая обсерватория;
- Информационно-вычислительный центр;
- Научная библиотека им. М. Максимовича;
- Научно-исследовательская часть;
- Управление международного научно-технического сотрудничества и инновационных технологий;
- Центр украиноведения;
- Ботанический сад им. А. В. Фомина;
- Украинский физико-математический лицей;
- Украинский гуманитарный лицей;
- Первичная профсоюзная организация;
- Первичная профсоюзная организация студентов;
- Оздоровительно-спортивный комплекс;
- Музей истории Киевского университета;
- Зоологический музей;
- Лингвистический музей;
- Центр подводной археологии;
- Студенческий парламент;
- Кафедра физического воспитания и спорта;
- Научное общество студентов и аспирантов;
- Отделение целевой подготовки;
- Издательско-полиграфический центр «Киевский университет».

## Учебно-научный институт международных отношений
Институт международных отношений или Киевский институт международных отношений, официально Учебно-научный институт международных отношений Киевского национального университета имени Тараса Шевченко (укр. Навчально-науковий інститут міжнародних відносин Київського національного університету імені Тараса Шевченка) — структурное подразделение Киевского национального университета. В 1995 году институт был определён главным учебно-методическим центром по подготовке специалистов для работы в сфере международных отношений и внешней политики Украины.

### История
Факультет международных отношений и международного права
На основании приказа наркома образования УССР от 18 октября 1944 года в Киевском университете был открыт факультет международных отношений с целью подготовки практических работников Министерства иностранных дел. Возглавляли факультет в первые послевоенные годы И. А. Василенко и М. П. Овчаренко. Первым заведующим кафедрой истории международных отношений стал профессор Александр Касименко, директор Института истории АН УССР. После него её возглавляли В. А. Жебокрицкий, Василий Тарасенко — дипломат, который до этого работал в советском посольстве в Вашингтоне. В 1962 году на юридическо-экономическом факультете было создано отделение международного права. Обеспечить учебный процесс на отделении была призвана кафедра международного права и иностранного законодательства, которую возглавил доктор юридических наук И. И. Лукашук.
С 1971 года подготовка специалистов-международников была возобновлена на восстановленном факультете международных отношений и международного права. Структурно факультет включал кафедру истории международных отношений и внешней политики, кафедру международного права и иностранного законодательства и кафедру русского языка для иностранцев, которая до того была общеуниверситетской. Деканами факультета в то время были основатели научных школ по международным отношениям и международному праву профессор Г. Н. Цветков, член-корреспондент Академии наук Украины Анатолий Чухно, доцент О. К. Ерёменко, профессора Константин Забегайло, Антон Филипенко, Владимир Буткевич.
В 1972 на факультете открыта специальность «международные экономические отношения». Вскоре была создана соответствующая кафедра — международных экономических отношений (заведующие — профессора Виктор Будкин и Антон Филипенко). в 1975 на базе факультета открыто заочное отделение повышения квалификации лекторов-международников с двухгодичным сроком обучения, которое возглавил доцент А. И. Ганусец. На отделение зачислялись граждане Украины с высшим образованием, которые занимались лекторской, преподавательской и научно-исследовательской работой.
В 1976 была создана кафедра иностранных языков как структурное подразделение факультета, который обеспечивал подготовку отечественных студентов для работы референтами-переводчиками с учётом специальности специалистов-международников. Первым заведующим был доцент И. И. Борисенко. За период своего функционирования (до 1990 года) факультет подготовил более 3500 специалистов-международников (преимущественно из числа иностранцев). Выпускники факультета составили основу немногочисленного (в то время) дипломатического корпуса на Украине, заложили основы педагогической и научной школ в области международных отношений и международного права.
Институт международных отношений
4 мая 1988 факультет международных отношений и международного права был реорганизован в Институт международных отношений и международного права, который в декабре 1990 года переименован в Украинский институт международных отношений, в 1994 году — в Институт международных отношений, в октябре 2021 года — в Учебно-научный институт международных отношений.

## Корпуса и сооружения

### Красный корпус
Главный корпус университета, расположенный по адресу ул. Владимирская, 60, — самый старый из корпусов университета. Здание было построено в стиле русского классицизма архитекторами В. И. и А. В. Беретти по заказу Николая I и является памятником архитектуры национального значения. Корпус окрашен в цвета ордена Св. Владимира — красный и чёрный. На фасаде корпуса установлены мемориальные доски Т. Г. Шевченко, имя которого носит университет, студентам и преподавателям, павшим в Великой Отечественной войне, и штабу истребительного батальона, сформированного летом 1941 года из преподавателей и студентов Киевского университета. В Красном корпусе преподают студентам института права, философского и исторического факультетов.

### Жёлтый корпус
Здание Гуманитарного корпуса университета, известное как Жёлтый корпус, расположено по адресу бульвар Шевченко, 14. Здание построено в 1850—1852 годах в стиле классицизма по проекту архитектора Александра Беретти для Первой киевской гимназии. В 1959 году здание было передано университету.

### Библиотека Максимовича

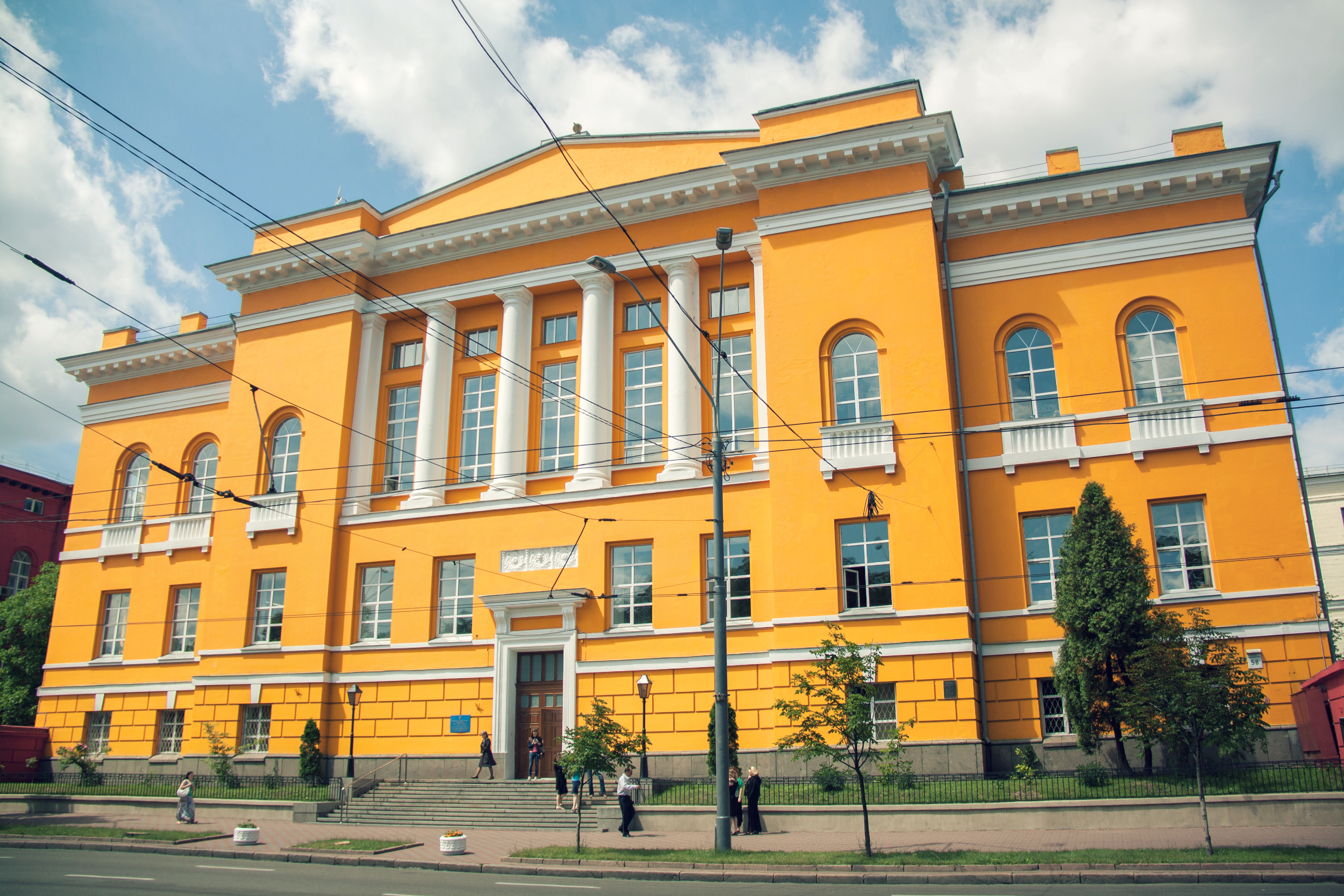
Библиотека Максимовича

Научная библиотека имени М. Максимовича. Здание библиотеки расположено рядом с главным корпусом университета (ул. Владимирская, 58). Вместе со зданием университета и зданием филиала № 1 Национальной библиотеки Украины имени В. И. Вернадского (ул. Владимирская, 62) образуют единый архитектурный ансамбль.

### Ботанический сад
Ботанический сад имени академика А. В. Фомина, располагается по адресу ул. Петлюры, 1. Был заложен в 1839 году. В настоящее время площадь сада — 22,5 га. Сад расположен за главным корпусом университета.

### Астрономическая обсерватория
Обсерватория расположена по адресу ул. Обсерваторная, 3. Основана в 1845 году. Сначала планировалось разместить обсерваторию в главном корпусе университета, однако позднее решили, что для неё необходимо отдельное здание, которое и было построено в 1841—1845 годах по проекту Викентия Беретти.

### Другие подразделения
- Ректорат, ул. Владимирская, 64/13.
- Спорткомплекс, просп. Академика Глушкова, 2б.
- Украинский физико-математический лицей, просп. Академика Глушкова, 6.
- Университетский городок
- Факультет подготовки офицеров запаса[укр.]

## Рейтинги и репутация

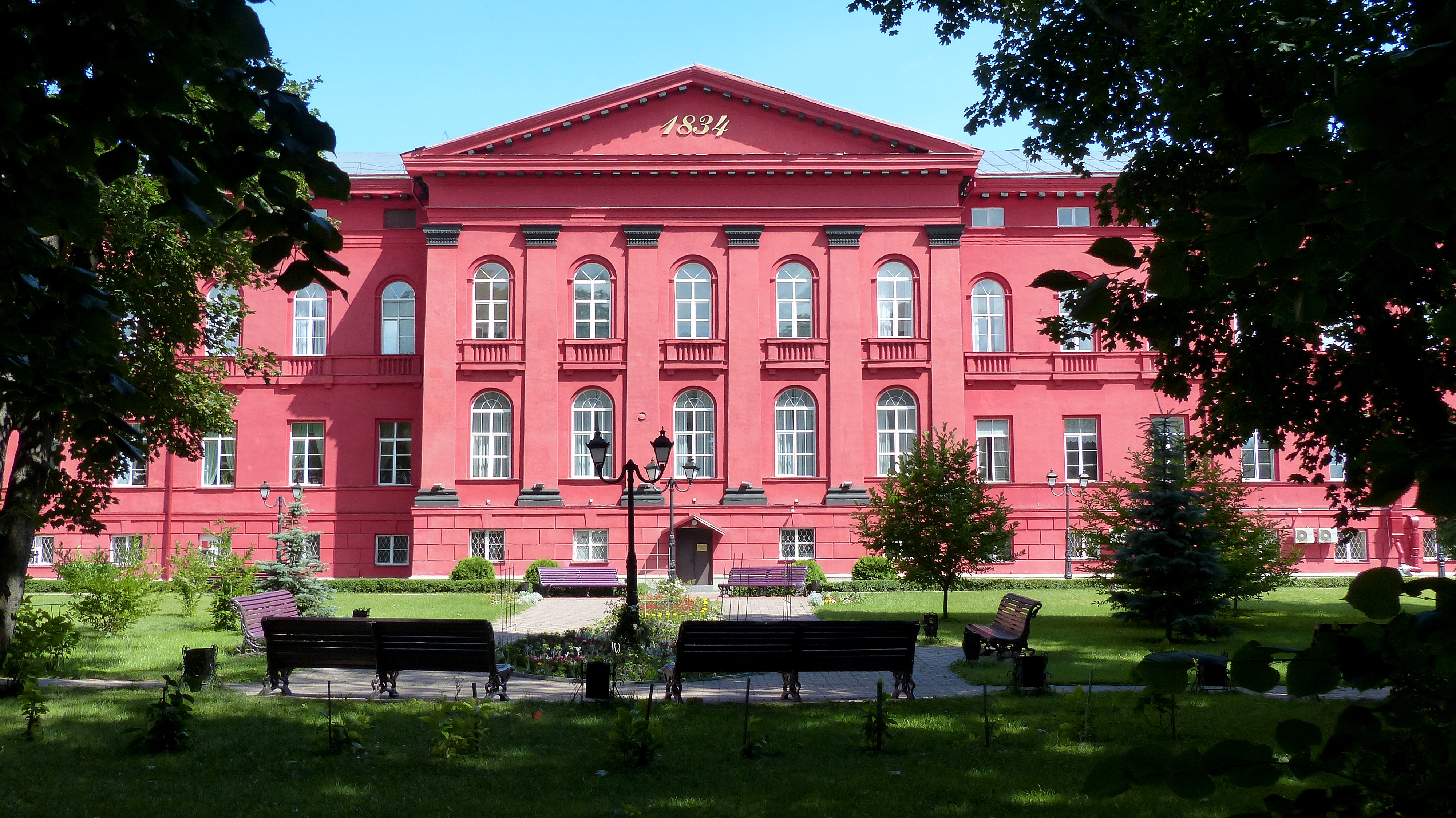
Красный корпус Киевского национального университета

В 2009 году по результатам общенационального рейтинга «Компас-2009» (Журнал «Корреспондент» от 22 мая 2009 года) КНУ занял 1 место среди 234 украинских высших учебных заведений.
В 2010 году КНУ занял 2 место рейтинга «Компас-2010» (1 место получил Национальный технический университет Украины «КПИ»).
По версии Webometrics Ranking of World Universities КНУ единственный из украинских университетов входит в 100 лучших вузов Центральной и Восточной Европы (97 место) по критерию количества упоминаний о нём в Интернете, а также занял 1613 место среди 6000 университетов мира по тому же критерию.
В 2009 году согласно мониторингу научных и высших образовательных учреждений в соответствии с международным индексом цитирования Scopus КНУ получил 1 место среди всех украинских высших учебных заведений.
В 2008 году в рейтинге 228 украинских вузов, составленном благотворительным фондом «Развитие Украины» Рината Ахметова, КНУ разделил первое место с Национальной юридической академией им. Ярослава Мудрого.
В соответствии с рейтингом университетов Украины, составленным еженедельником Зеркало недели, в 2007 году КНУ занял первое место среди 200 украинских вузов.
В 2005 году в рейтинге Корреспондент.net Лучшие вузы Украины глазами работодателей КНУ занял первое место по Украине.
В Советском Союзе Киевский государственный университет (КГУ) вместе с Московским и Ленинградским входил в первую тройку лучших университетов страны.
Киевский государственный университет отмечен за качество образования почётной грамотой ЦК ВЛКСМ, ВЦСПС и комитетом всесоюзного соревнования высших школ и техникумов при газете «Комсомольская правда» в 1935 году. Получил Первую премию Соцсоревнования ВИШ, ВТИШ и техникумов Украины им. Третьей Сталинской Пятилетки за 1938—1939 годы «за образцовую организацию работы в борьбе за высокое качество подготовки советских специалистов среди 90 лучших институтов». 19 августа 1959 года КГУ имени Т. Г. Шевченко был награждён орденом Ленина, а 26 апреля 1984 года в честь 150-летия «за выдающиеся достижения в области развития народного хозяйства, науки и культуры» Киевский государственный университет им. Т. Г. Шевченко наградили орденом Октябрьской Революции.
Согласно рейтингу Министерства образования и науки Украины 2013 года, Киевский национальный университет имени Тараса Шевченко занял 1-е место среди вузов Украины в категории «Классические университеты».
В 2013 году университет установил рекорд по количеству заявлений от абитуриентов — 52 тыс. Как сообщил ректор КНУ Леонид Губерский на пресс-конференции, конкурс на специальность «туризм» (географический факультет) составляет почти 91 человек на место, «реклама и связи с общественностью» (Институт журналистики) — 58 человек на место, «программная инженерия» (Факультет кибернетики) — 55 человек на место, «издательское дело и редактирование» (Институт журналистики) — 44, «филология» (прикладная лингвистика и английский язык) — 37 человек на место.
В 2014 году агентство «Эксперт РА» присвоило университету рейтинговый класс «В», означающий «очень высокий» уровень подготовки выпускников; единственным университетом в СНГ, получившим в данном рейтинге класс «А» («исключительно высокий уровень»), стал МГУ.

## История

### Основание

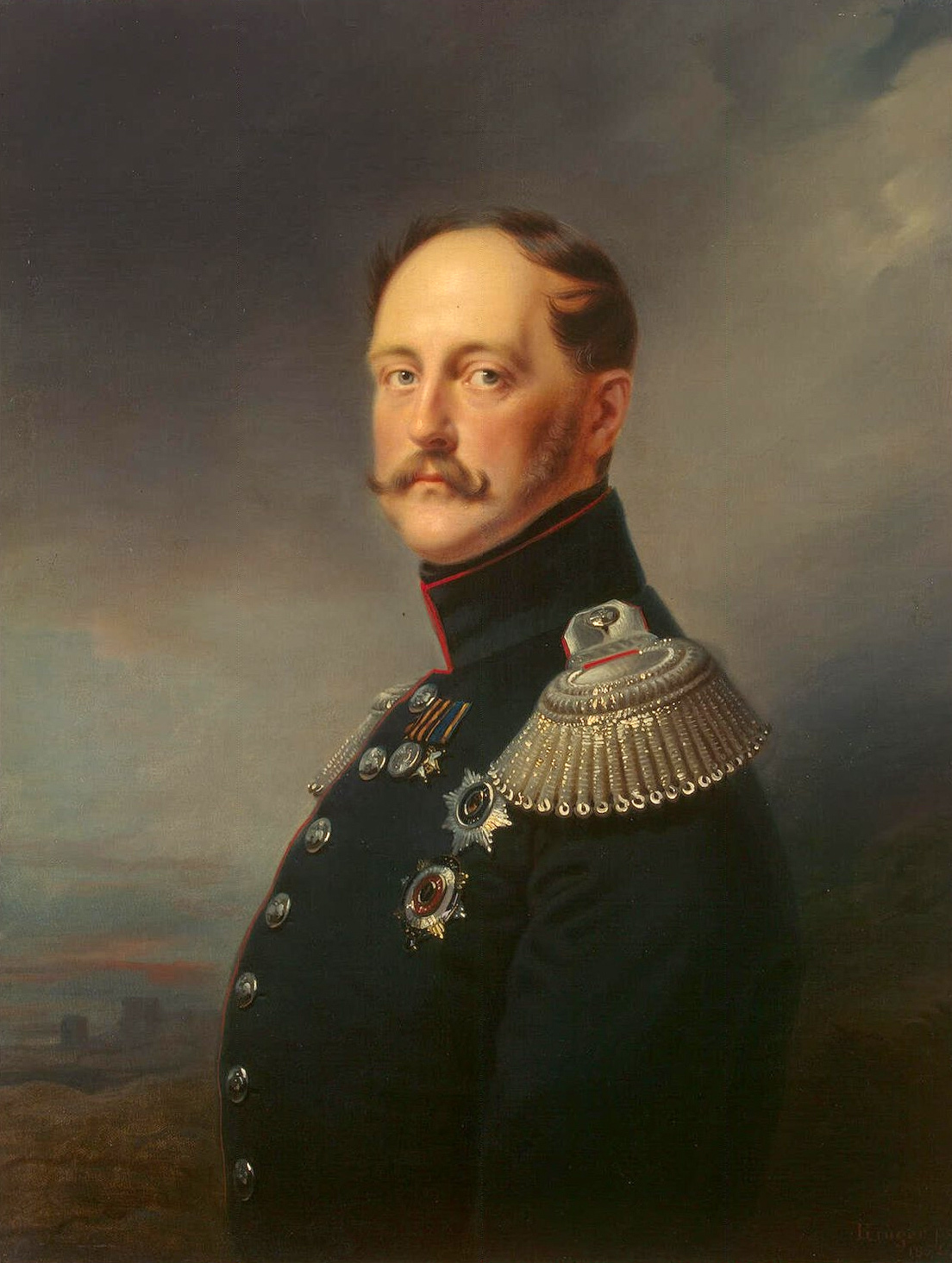
Николай І

Университет был основан указом Николая I 8 ноября 1833 года как Императорский Киевский университет Святого Владимира, на базе закрытых после Польского восстания 1830—1831 годов Виленского университета и Кременецкого лицея. Им же был утверждён временный устав и штатное расписание. По этому уставу учреждение подчинялось не только министру народного образования, но и попечителю Киевского учебного округа. Совет университета ежегодно избирал деканов факультетов, а их утверждал министр.
Это был третий университет на территории современной Украины после Львовского и Харьковского университетов, и шестой по счёту университет Российской империи.
Первоначально одной из главных задач, ставившихся перед университетом, была борьба с полонизированной киевской интеллигенцией, подвергавшейся преследованиям после разгрома Польского восстания 1830—1831 годов. Апелляция к князю Владимиру I, крестившему Русь по восточному обряду, должна была символизировать именно такую направленность деятельности университета.
<…> Там, где некогда Равноапостольный Владимир озарил свой народ Святым Крещением, указав ему путь к вечному спасению, ныне спустя восемь столетий, открыт под его именем и покровительством храм высших человеческих знаний в пользу жителей западной России.

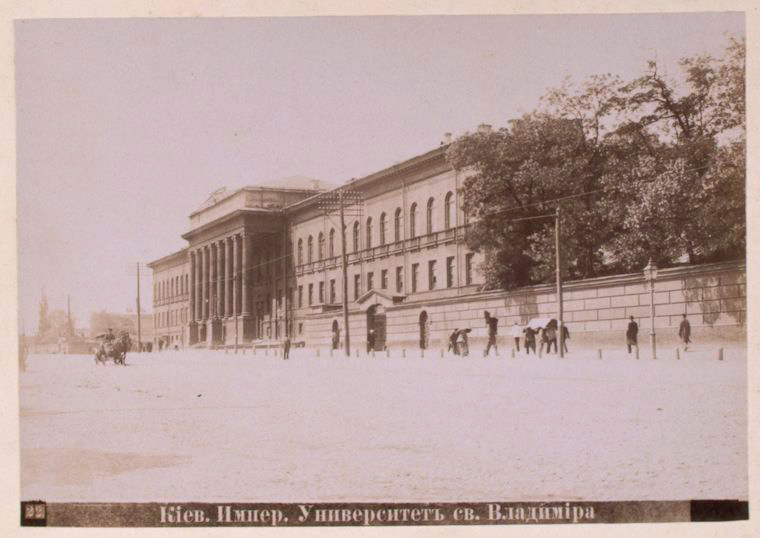
Императорский университет св. Владимира

Первые занятия в университете и его торжественное открытие состоялись 15 июля 1834 года в день Святого Владимира. В Киево-Печерской лавре отслужили божественную литургию, после чего присутствующие вернулись в арендованный для учёбы дом на Печерске.
Собственного помещения до 1842 года Киевский университет не имел. Поэтому вынужден был арендовать мало приспособленные для учёбы частные дома на Печерске. Под руководством профессора архитектуры Петербургской академии искусств Викентия Ивановича Беретти на пустынной окраине древнего Киева в 1838—1842 годах в стиле русского классицизма возвели огромный университетский корпус, который сначала был белым, но со временем его перекрасили.
Главное здание университета (Красный корпус) представляет собой огромный замкнутый корпус (длиной фасада в 145,68 м) со внутренним двором и несёт цвета наградной ленты ордена святого Владимира — красный и чёрный (красные стены, чёрные основания и капители колонн). Девиз этого же ордена «Utilitas, Honor et Gloria» («Польза, честь и слава» в переводе с латыни) также стал девизом университета.

### Киевский университет в XIX веке
В 1834 году в университете существовал лишь один факультет — философский, с двумя отделениями — историко-филологическим и физико-математическим, на них обучались 62 студента. В 1835 году открыт юридический, в 1841 году — медицинский факультеты (впоследствии медицинский факультет отделился и стал нынешним Киевским медицинским университетом). Философский факультет в 1850 году был разделён на историко-филологический и физико-математический факультеты. В составе этих четырёх факультетов университет работал до 1918 года.
Согласно уставу, устанавливался четырёхлетний срок учёбы. Студенты сдавали экзамены в конце каждого курса, и перед окончанием университета особо способным выдавали золотые и серебряные медали.
С 1834 по 1917 год в университете сменилось четыре устава: Устав 1833, Устав 1842, Устав 1863 и Устав 1884. Первые два были созданы специально для Киевского университета, остальные — для всех российских вузов.
Первым ректором университета был профессор Московского университета, историк и филолог Михаил Александрович Максимович.
В 1838 году польское движение привело к временному закрытию университета и увольнению или переводу профессоров и студентов польского происхождения. Число слушателей сильно сократилось; половина кафедр опустела и была замещена потом русскими или немцами. Для замещения пустовавших кафедр были командированы за границу молодые люди и приглашены преподаватели из педагогического института и других университетов.
В университете началась было новая жизнь, но круто оборвалась под влиянием суровых мер 1848 года. Кафедры снова опустели, число студентов было ограничено. Но и в тяжёлое время 1848—1856 годов университет обогатился новыми учреждениями: были построены Анатомический театр (сейчас в его здании расположен Национальный музей медицины Украины) и метеорологическая обсерватория, начали свою деятельность комиссии для описания губерний Киевского учебного округа и для разбора древних актов. С конца 1850-х годов началось оживление и в Киевском университете; особенно повлияло на это введение Университетского устава 1863 года.
В 1845—1846 годах в университете в течение нескольких месяцев работал Тарас Шевченко в качестве штатного художника археологических исследований Киевской Археографической комиссии при Киевском университете.
Во время работы Т. Г. Шевченко познакомился с Н. И. Костомаровым, был первым, кто поздравил его с избранием на кафедру российской истории Киевского университета.

Если бы Бог дал мне коснуться университета, очень хорошо было бы…
Оригинальный текст (укр.)Коли б то Бог дав мені притулитися до університету, дуже добре було б… 

— писал он в одном из писем к Н. И. Костомарову.
В 1846 году Шевченко участвовал в конкурсе на замещение вакантной должности учителя рисования университета, надеясь совмещать её с работой в Комиссии.
Художник К. С. Павлов, который занимал эту должность в университете, по выслуге лет и по состоянию здоровья ушёл в отставку. Несмотря на то, что были три претендента, — в частности академик Петербургской АН Й. Габерцетель, который проживал в Лондоне, коллежский регистратор, художник П. И. Шлейфер из Киевского института благородных девиц, художник, владелец частной киевской школы рисования Н. Буяльский из Подолья, — министр народного образования дал согласие назначить на эту должность Шевченко. Однако осуществить свою мечту и воспользоваться этим назначением из-за ареста 5 апреля 1847 за участие в деятельности Кирилло-Мефодиевского братства ему не пришлось.
Число слушателей в университете сильно колебалось, но в общем постоянно возрастало: университет открылся при 62 студентах, в 1838 году было 267 студентов, после закрытия университета в 1838 году — 125, к 1860 году — 1049; в 1863 году, вследствие польского восстания, бо́льшая часть студентов-поляков оставила университет и число студентов упало до 476; в 1871 году — 940, в 1876 году — 613, в 1884 году — 1709, в 1894 году — 2327.
Наиболее многолюдными в XIX веке в Киевском университете были юридический и медицинский факультеты. В 1859 году медиков было 540, втрое больше, чем юристов; с 1860-х годах число юристов быстро растёт, а число медиков падает; в 1864 году юристов вдвое больше, чем медиков; в 1870 году их почти поровну, затем число медиков превышает юристов в 1881 году почти в 5 раз (785 и 175). Наплыв медиков в это время был так велик, что пришлось установить комплект на 1 курс. Несмотря на это, к 1894 году медиков было 1014.
Быстро возросло в конце XIX века и число юристов (в 1894 году — 932). Число филологов до введения устава 1884 года составляло около 1⁄9 всех студентов (в 1883 году — 162), затем быстро начало падать, и в 1894 году их было только 69.
На физико-математическом факультете до 1868 года была 1⁄4 общего числа студентов, в 1882 году число это уменьшилось до 1⁄8, а в 1894 году их было 312 человек, то есть около 1⁄7, причём естественников в полтора раза больше, чем математиков, тогда как прежде математики преобладали.
Сначала большая часть студентов были дети дворян (88 %), но в 1883 году дворяне составляли уже только 50 %. В 1860—1870-е годы происходила демократизация студенчества. Разночинцы постепенно вытесняли дворян. Передовое демократическое студенчество Киевского университета активно участвовало в революционном движении. По официальным данным, из числа лиц, привлечённых к суду за участие в революционной борьбе против царизма в 1873—1877 годах, студенты и учащиеся средних учебных заведений составляли 50 процентов.
В 1884 году на выступление студентов с требованием предоставить им право создания касс взаимопомощи, библиотек, столовых, избрания студенческого суда, созыва студенческого собрания правительство ответило жестокими репрессиями. Университет был закрыт на полгода, 140 студентов исключены, а не имеющие в Киеве родителей — высланы. 34 студента были привлечены жандармским управлением к суду по обвинению в распространении прокламаций и обращений политического характера и участии в мятежах.
В конце 1880-х годов при университете было 45 учебно-вспомогательных учреждений: 2 библиотеки (научная и студенческая), 2 обсерватории (астрономическая и метеорологическая), ботанический сад, 4 факультетских клиники, 3 госпитальных клиники, 2 клинических отделения при городской больнице, анатомический театр, 9 лабораторий и 21 кабинет.
В январе 1847 года в актовом зале университета выступил с концертом Ференц Лист. Здесь экспонировались художественные выставки (передвижников и др.).
В 1859—1870 годах при университете действовал любительский театр (в его состав входили М. П. Старицкий, Н. В. Лысенко, П. П. Чубинский); в 1874 году в здании университета проходил 3-й археологический съезд, в котором приняли участие известные отечественные и зарубежные учёные.
В 1861—1919 годах ежемесячно издавались «Университетские известия», функционировали десять научных обществ: исследователей природы, физико-математическое, физико-химическое, хирургическое, историческое Нестора-летописца, юридическое и др.
В 1880 году в университете провели испытание первой в мире системы одновременного телеграфирования и телефонирования по одному и тому же проводу (изобретатель Г. Г. Игнатьев).
Почётными членами университета были И. С. Тургенев, Д. И. Менделеев, Н. Е. Жуковский, П. П. Семёнов-Тян-Шанский.
Одновременно с учёбой продолжалась борьба: киевские студенты принимали участие во всероссийской студенческой забастовке 1899 года в знак протеста против полицейских репрессий в Петербургском университете.

### Киевский университет в XX веке

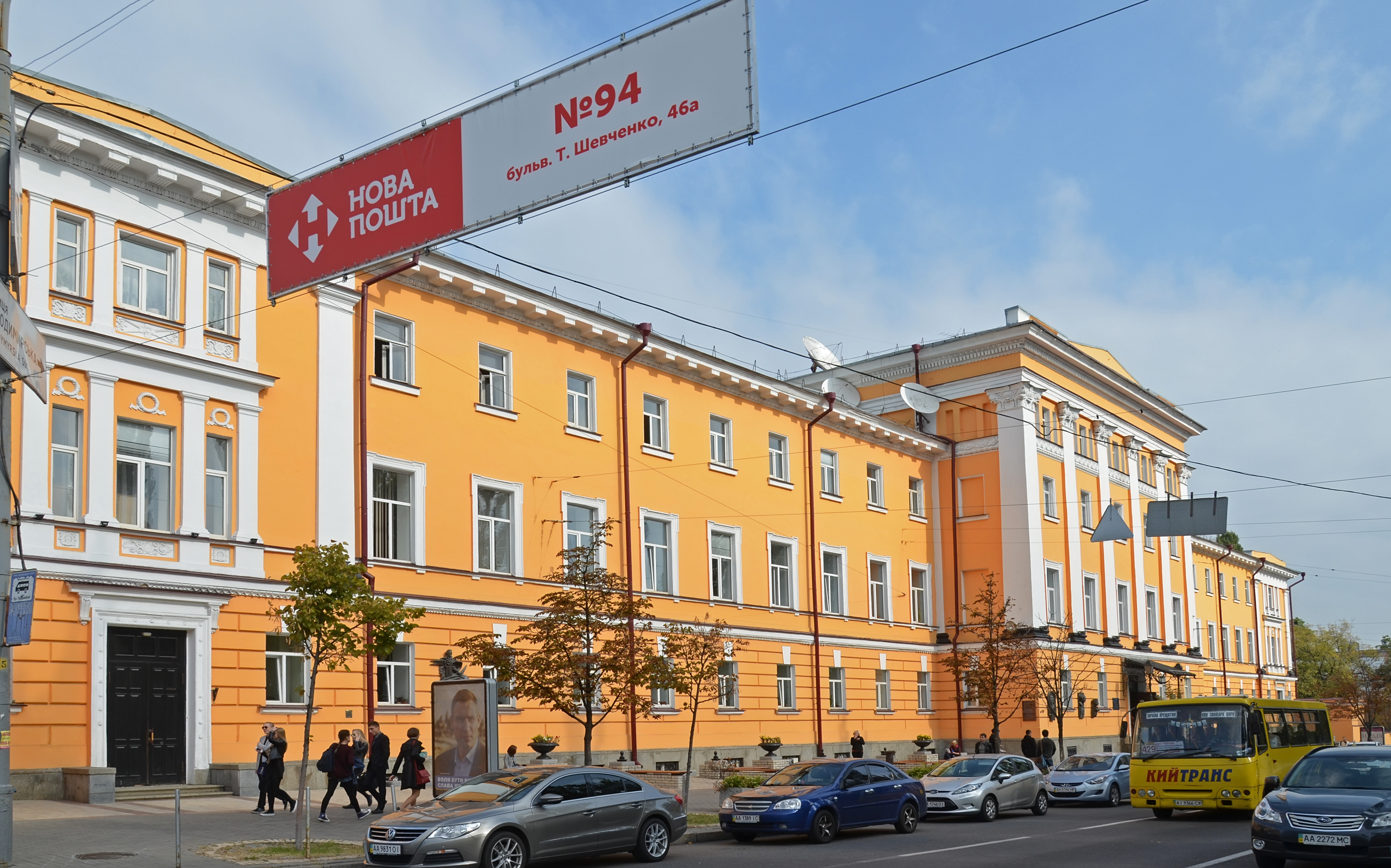
Жёлтый корпус Киевского национального университета

В 1900 году студенты выступили в знак протеста против исключения из университета участников студенческого митинга, в результате которого 183 студента отдали в солдаты.
В ноябре 1910 года в Киеве состоялись бурные рабоче-студенческие демонстрации в связи со смертью Льва Толстого. Среди 107 арестованных демонстрантов — около сотни студентов университета. В феврале 1911 года опять состоялась всероссийская студенческая забастовка.
В очень трудное положение поставила Киевский университет Первая мировая война. Военное командование отдало приказ об эвакуации Киевского университета на «левый берег Днепра», в конечном счёте в Саратов. Эвакуация значительно ухудшила положение студентов. Из-за переездов понесли большие убытки лаборатории и кабинеты, музейные коллекции. Осенью 1916 года университет вернулся в Киев.
Накануне Октябрьской революции 1917 года в Киевском университете училось около 5300 студентов.
В 1918 году университет был закрыт и вновь открылся лишь 29 марта 1919 года. С 23 апреля 1919 года он стал официально называться Киевским университетом. В 1920 году университет был расформирован, и на его базе был создан Высший институт народного образования имени Михаила Петровича Драгоманова (с 1926 года — Киевский институт народного образования), а также институты социального образования, профессионального образования и физико-химико-математический.
Постановлением Коллегии Наркомата образования УССР от 1 января 1933 года на Украине были восстановлены государственные университеты, среди которых был и Киевский государственный университет, включивший 7 факультетов. В марте 1939 года указом Президиума ВС СССР ему было присвоено имя Т. Г. Шевченко (в честь 125-летия со дня рождения последнего). В следующем году был построен новый учебный корпус, в котором разместились гуманитарные факультеты.
Перед началом Великой Отечественной войны КГУ был третьим по величине университетом в СССР (после Московского и Ленинградского). Во время войны университет был эвакуирован сначала в Харьков, а затем, временно объединившись с Харьковским университетом имени А. М. Горького в Объединённый Украинский государственный университет (ОУГУ), — в Кызыл-Орду Казахской ССР (1942—1943).
В то же время в оккупированном немцами Киеве также краткое время (1941—1942) функционировал университет, ректором которого был назначен К. Ф. Штеппа.
Во время боёв за Киев зданию университета был нанесён непоправимый ущерб. Полностью был разрушен главный корпус, уничтожены культурные ценности. Стоимость только утраченного лабораторного оборудования составляла 50 млн руб.

Несмотря на разрушения, причинённые нацистскими оккупантами (главный корпус подорван, уничтожены кабинеты и фонды библиотек), университет восстановил свою деятельность через два месяца после освобождения Киева, в январе 1944 года. К 1949 году в университете насчитывалось 12 факультетов.
Москва, Кремль товарищу СТАЛИНУ.
Коллектив профессоров, преподавателей, студентов и технических работников Киевского Государственного университета имени Шевченко вносит на укрепление бронетанковых сил нашей любимой Красной Армии 100.000 рублей из своих сбережений.
Танк, построенный на эти деньги, просим назвать «Киевский университет имени Шевченко». Сбор средств продолжается.
Ректор университета Алексей РУСЬКО, секретарь парторганизации Иван ШЕВЧЕНКО.
Прошу передать профессорам, преподавателям, студентам и техническим работникам Киевского Государственного университета имени Шевченко, собравшим 100.000 рублей на строительство танка «Киевский университет имени Шевченко», — мой братский привет и благодарность Красной Армии.
И. СТАЛИН
Газета «Правда», 10 июля 1944 года. 
Студенты и преподаватели своими силами восстановили гуманитарный и химический корпуса, и уже в январе 1944 года возобновились занятия на старших курсах. Вернулась из Кзыл-Орды киевская группа Объединённого университета в составе 146 студентов, 3 профессоров, 7 доцентов и 11 преподавателей. В новом учебном (1944—1945) году в университет были приняты почти 1,5 тыс. юношей и девушек, а в следующем году в нём учились уже более 2 тысяч студентов. Научно-педагогическую работу на 80 кафедрах проводили 290 профессоров, доцентов и преподавателей.
С 1954 года сооружается новый учебно-научный комплекс университета (архитекторы В. Е. Ладный и В. Е. Коломиец, инженер В. Я. Дризо) в районе ВДНХ.
В 1960 году в университете открыт факультет студентов зарубежных стран (позже он назывался подготовительным).
В 1984/1985 учебном году в университете насчитывалось 17 факультетов: философский, экономический, исторический, филологический, романо-германской филологии, журналистики, юридический, международного права, механико-математический, кибернетики, физический, радиофизический, геологический, географический, химический, биологический и подготовительный.
За всё время существования университет подготовил свыше 350 тыс. специалистов разных отраслей народного хозяйства, науки, образования и культуры.
Указом президента Украины от 21 апреля 1994 года Киевский университет получил статус национального со статусом самоуправляющегося (автономного) государственного высшего учебного заведения. Его устав утверждается президентом Украины, ректор университета приравнен по статусу к министру. Средства, выделяемые университету на образовательные и научные цели, фиксируются двумя отдельными статьями в госбюджете Украины (в 2013 году эти статьи расходов составляли соответственно 895 млн и 81 млн грн.). Для сравнения, все прочие вузы III и IV уровней аккредитации получили в 2013 году на обучение студентов 16,3 млрд грн.
В 2020 году из-за пандемии коронавируса университет вынужден был пойти на карантин.
10 октября 2022 года во время российской войны против Украины россияне повредили здание университета при обстреле столицы Украины.